# 越南共和國軍總參謀部
越南共和國軍總參謀部（越南语：／，英語： / JGS）是1955年-1975年間越南共和國軍隊指揮和參謀的主要軍事參謀機關。總參謀部直接由越南共和國國家元首指揮，負責制定戰略和戰術計劃，確認戰況，組織和部署各種規模的軍事行動，以應對和消滅敵人， 同時管理與軍隊有關的一切事務，以維護安全和保衛領土。